# Juanjo Artero
Juan José Artero Duvos (Madrid, 27 de junio de 1965), más conocido como Juanjo Artero, es un actor español de cine, teatro y televisión. Con 14 años se dio a conocer interpretando a Javi en la mítica serie Verano azul. También ha participado en series como El comisario interpretando al subinspector Carlos «Charlie» Márquez o El barco siendo Ricardo Montero, el capitán del buque-escuela.
Obra de Teatro actual 2022 : Entre copas

## Biografía
Hijo de Gabriel Artero Guirao (1936-2023), cirujano cardiovascular que trató a Franco en sus últimos días.
Su primer papel en la pequeña pantalla fue en la serie Verano azul, donde interpretaba a Javi. Antonio Mercero le conoció en una piscina en el verano del 79 cuando contaba con solo 14 años, le hizo unas pruebas y fue seleccionado. 
En aquel momento no tenía ninguna experiencia como actor salvo haber participado en un grupo de teatro de su colegio. 
Tras su paso por esta serie, por la que todavía se le recuerda y con la que obtuvo una gran popularidad, formó dúo musical con José Luis Fernández, otro de los actores de Verano azul. 
El dúo, bautizado como "Pancho y Javi" grabó un único disco en 1982.
Seguidamente retornó a la interpretación e intervino de nuevo en numerosas series de televisión, así como en numerosas obras teatrales y películas (varias de ellas a las órdenes de Antonio del Real).
Su interpretación televisiva en El Comisario como Charlie fue también muy popular.
Desde enero de 2011 hasta febrero de 2013 protagonizó la serie de ficción El barco. 
Entre 2014 y 2016 interpretó a Víctor Reyes en el serial diario Amar es para siempre y desde 2017 a 2022 dio vida al comisario Bremón en la serie de TVE "Servir y proteger".
El 12 de marzo de 2019 fue ingresado de urgencia en el Hospital Universitario de Fuenlabrada por un tromboembolismo pulmonar.

## Filmografía

### Televisión

#### Como intérprete
| Año         | Título                    | Personaje                          | Cadena    | Datos           |
| ----------- | ------------------------- | ---------------------------------- | --------- | --------------- |
| 1981        | Estudio 1                 | Paje                               | TVE       | 1 episodio      |
| 1981 - 1982 | Verano azul               | Javi                               | TVE       | 20 episodios    |
| 1987        | Turno de oficio           | Gerar                              | TVE       | 1 episodio      |
| 1989        | El olivar de Atocha       |                                    | TVE       | 1 episodio      |
| 1989        | Viaje a Jackosland        |                                    | TVE       | 1 episodio      |
| 1989        | Primera función           |                                    | TVE       | 1 episodio      |
| 1989        | El gran secreto           |                                    | TVE       | 1 episodio      |
| 1992        | Historias del otro lado   |                                    | TVE       | 1 episodio      |
| 1994 - 1995 | ¡Por fin solos!           | Víctor                             | Antena 3  | 14 episodios    |
| 1995        | Hermanos de leche         |                                    | Antena 3  | 1 episodio      |
| 1996        | Canguros                  | Antena 3                           |           | 1 episodio      |
| 1997        | Juntas, pero no revueltas | Daniel                             | TVE       | 1 episodio      |
| 1997        | Los negocios de mamá      | Ismael                             | TVE       | 13 episodios    |
| 1999 - 2009 | El comisario              | Carlos "Charlie" Márquez           | Telecinco | 182 episodios   |
| 2000        | Hospital Central          | Carlos "Charlie" Márquez           | Telecinco | 1 episodio      |
| 2004        | 7 vidas                   | Carlos "Charlie" Márquez           | Telecinco | 1 episodio      |
| 2011 - 2013 | El barco                  | Ricardo Montero                    | Antena 3  | 43 episodios    |
| 2013        | Libres                    | Antonio                            | Web serie | 8 episodios     |
| 2013        | Frágiles                  | Julián                             | Telecinco | 1 episodio      |
| 2014        | El clavo de oro           | Sacerdote                          | TVE       | TV Movie        |
| 2014 - 2016 | Amar es para siempre      | Víctor Reyes                       | Antena 3  | 403 episodios   |
| 2016        | El Príncipe               | Comisario Carlos "Charlie" Márquez | Telecinco | 1 episodio      |
| 2016        | El hombre de tu vida      | Gonzalo Vidal                      | TVE       | 1 episodio      |
| 2017 - 2023 | Servir y proteger         | Jefe Superior Emilio Bremon        | TVE       | 1.242 episodios |
| 2021        | Todo lo otro              | Chema                              | HBO Max   | 1 episodio      |

#### Como presentador
- La dos en el teatro, en TVE (1997 - 1998)
- Andalucía siempre, en Canal Sur (2013)

### Largometrajes
| Año  | Película                       | Personaje      | Director/a            |
| ---- | ------------------------------ | -------------- | --------------------- |
| 1985 | Nosotros en particular         | Jonás          | Domingo Solano        |
| 1987 | Oficio de muchachos            | Pancho Garrido | Carlos Romero Merchán |
| 1989 | El río que nos lleva           | Rubio          | Antonio del Real      |
| 1990 | Ovejas negras                  | Reparto        | José Mª Carreño       |
| 1994 | ¡Por fin solos!                | Teddy          | Antonio del Real      |
| 1997 | Corazón loco                   | Félix          | Antonio del Real      |
| 1998 | El conductor                   | Camarero       | Jorge Carrasco        |
| 2011 | No habrá paz para los malvados | Leiva          | Enrique Urbizu        |
| 2015 | Botas de barro                 | Reparto        | Pilar Távora          |

### Cortometrajes
| Año  | Cortometraje            | Personaje | Director                     |
| ---- | ----------------------- | --------- | ---------------------------- |
| 1986 | Futuro perfecto         | Reparto   | Antonio del Real             |
| 1986 | A la altura de los ojos | Javier    | Miguel Ángel Sánchez         |
| 1990 | El grito de la sirena   | Muchacho  | Jesús del Real               |
| 2002 | Brasil                  | Amante    | F. Javier Gutiérrez          |
| 2007 | La cuerda rota          |           | Sergi Serrano                |
| 2008 | Pulsiones               | Reparto   | Javier de la Torre           |
| 2011 | Photo                   | Fotógrafo | José Enrique Sánchez Sarabia |
| 2013 | Ministro                | Ministro  | Víctor Cerdán                |
| 2014 | Un millón               | Basilio   | Álex Rodrigo                 |

### Teatro
| Año           | Obra                                 | Personaje                    | Autor                             | Director/a              |
| ------------- | ------------------------------------ | ---------------------------- | --------------------------------- | ----------------------- |
| 1988          | El príncipe constante                |                              |                                   | Alberto González Vergel |
| 1989          | Tríptico de los Pizarro              | Tirso de Molina              |                                   | Alberto González Vergel |
| 1990          | Asamblea General                     |                              | Juan Carlos Pérez de la Fuente    |                         |
| 1991          | El jardín de Falerina                | Calderón de la Barca         | Guillermo Heras                   |                         |
| 1992          | Fiesta Barroca                       |                              | Miguel Narros                     |                         |
| 1992-1993     | Los melindres de Belisa              | Lope de Vega                 | S. Cantero                        |                         |
| 1993-1995     | El acero de Madrid                   | Lope de Vega                 | Laila Ripoll                      |                         |
| 1995-1996     | La discreta enamorada                | Lope de Vega                 | Lucindo                           | Miguel Narros           |
| 1997-2007     | Romeo                                | Romeo                        |                                   |                         |
| 2001-2002     | Medea                                | Mensajero                    | Eurípides                         | Michael Cacoyannis      |
| 2002          | Don Juan Tenorio                     | Don Juan                     | José Zorrilla                     | María Ruiz              |
| 2003-2004     | Por amor al arte                     | Adam                         | Neil LaBute                       | Gerardo Vera            |
| 2004-2005     | Mirando hacia atrás con ira          | Jimmy                        | John Osborne                      | José Carlos Plaza       |
| 2005-2006     | Don Juan Tenorio                     | Don Juan                     | José Zorrilla                     | Natalia Menéndez        |
| 2006          | Nina                                 | Blas                         | José Ramón Fernández              | Salvador García Ruiz    |
| 2007-2010     | Seis clases de baile en seis semanas | Michael                      | Richard Alfieri                   | Tamzin Townsend         |
| 2010-2012     | Historias de un karaoke              | Roberto                      | Juan Luis Iborra y Antonio Albert | Juan Luis Iborra        |
| 2012-2014     | Paradero desconocido                 | Martín Shulse                | Kressmann Taylor                  | Laila Ripoll            |
| 2013          | No se elige ser un héroe             | Ramón                        | David Desola                      | Roberto Cerdán          |
| 2013-2014     | Rotas                                |                              | Paloma Gómez                      | Luis Lorente            |
| 2014-2015     | El hijo de la novia                  | F. Castets y Juan Campanella | Garbi Losada                      |                         |
| 2015-2017     | El Milagro de La Tierra              | Toniflix Espectáculos        | Laia Ripoll                       |                         |
| 2016-presente | La velocidad del otoño               | Eric Roble                   | Magüi Mira                        |                         |
| 2019-presente | Un marido ideal                      | Óscar Wilde                  | Juan Carlos Pérez de la Fuente    |                         |
| 2024          | Ifigenia                             | Agamenón                     | Silvia Zarco                      | Eva Romero Borrallo     |
|               |                                      |                              |                                   |                         |

2024 
- Asesinato en el Orient Express. Dir. Jose Saiz (diciembre 2024, Teatro Flumen, Valencia - Spagna)

## Premios y nominaciones
- Mención honrosa con el Premio Acarte de la Fundación Gulbenkian por su trabajo en Romeo (1996)
- Premio del Festival de Cine Fantástico y de Terror de Peligros (Granada) por su dedicación y gran aportación al mundo de la televisión (2011)
- Premio Joyas entregado por el gremio de joyeros, plateros y relojeros de Madrid en reconocimiento a toda su carrera televisiva y cinematográfica y por fomentar con sus trabajos la cultura española (2013)
- Premio a Abulense del año en los Galardones Alcazaba por su trayectoria en el mundo del cine (2013)
- Premio Viña de oro por su aportación al mundo de la televisión, cine y teatro (2014)

| Año       | Premio                                                                                           | Categoría                                 | Trabajo                              | Resultado |
| --------- | ------------------------------------------------------------------------------------------------ | ----------------------------------------- | ------------------------------------ | --------- |
| 1997      | Festival Internacional de Teatro Hispano de Miami                                                | Mejor Puesta en escena                    | Romeo                                | Ganador   |
| 1997      | Premio Florencio Sánchez de la Asociación Nacional de Críticos de Teatro de Montevideo (Uruguay) | Mejor Espectáculo Extranjero              | Romeo                                | Ganador   |
| 2005      | Premio Teatro de Rojas en la XIII Edición                                                        | Mejor Interpretación Masculina            | Mirando hacia atrás con ira          | Ganador   |
| 1999-2009 | Premios Iris - Academia de las Ciencias y las Artes de Televisión de España                      | Mejor interpretación masculina de reparto | El comisario                         | Nominado  |
| 2009      | Premio Juan Bravo de Teatro, Música y Danza                                                      | Mejor Actor                               | Seis clases de baile en seis semanas | Ganador   |
| 2011      | XXVI Premios Goya                                                                                | Mejor interpretación masculina de reparto | No habrá paz para los malvados       | Nominado  |
| 2011      | XXI Edición de los Premios Unión de Actores                                                      | Mejor actor de reparto                    | No habrá paz para los malvados       | Nominado  |
| 2011      | Premio Protagonistas                                                                             | Series de Televisión                      | El barco                             | Ganador   |
| 2011      | XIV Edición de Entrega de Premios Gastronómicos La Cazuela de la Comunidad de Madrid             | Al más dulce                              | Él mismo                             | Ganador   |
| 2013      | XXXIV Festival de Teatro Ciudad de Palencia                                                      | Mejor interpretación                      | Paradero Desconocido                 | Ganador   |
| 2015      | Bilbao Web Fest                                                                                  | Mejor Actor Secundario                    | Libres                               | Ganador   |